# Tuija Sikiö
Tuija Marketta Sikiö-Repo (* 23. November 1969 in Ruokolahti) ist eine ehemalige finnische Biathletin.
Tuija Sikiö war zwischen Ende der 1980er und Mitte der 1990er Jahre eine der erfolgreichsten finnischen Biathletinnen. Die Taxifahrerin, die für Ruokolahden Raju startete, erreichte als beste Platzierung im Gesamtweltcup den 22. Rang in der Saison 1990/91. Bei den Olympischen Winterspielen 1992 von Albertville kam Sikiö bei den Wettkämpfen in Les Saisies auf den 14. Platz im Einzel, den 45. Rang im Sprint und wurde neben Mari Lampinen und Terhi Markkanen Fünfte im Staffelrennen. 1994 erreichte sie in Lillehammer die Ränge 38 im Sprint, 24 in der Verfolgung und zehn mit der Staffel. Ihre letzten internationalen Rennen bestritt die Finnin 1995.

## Biathlon-Weltcup-Platzierungen
Die Tabelle zeigt alle Platzierungen (je nach Austragungsjahr einschließlich Olympische Spiele und Weltmeisterschaften).
- 1.–3. Platz: Anzahl der Podiumsplatzierungen
- Top 10: Anzahl der Platzierungen unter den ersten zehn (einschließlich Podium)
- Punkteränge: Anzahl der Platzierungen innerhalb der Punkteränge (einschließlich Podium und Top 10)
- Starts: Anzahl gelaufener Rennen in der jeweiligen Disziplin

| Platzierung | Einzel | Sprint | Verfolgung | Massenstart | Team | Staffel | Gesamt |
| ----------- | ------ | ------ | ---------- | ----------- | ---- | ------- | ------ |
| 1. Platz    |        |        |            |             |      |         |        |
| 2. Platz    |        |        |            |             |      |         |        |
| 3. Platz    |        |        |            |             |      |         |        |
| Top 10      |        |        |            |             | 1    | 4       | 5      |
| Punkteränge | 3      | 4      |            |             | 1    | 4       | 12     |
| Starts      | 9      | 8      |            |             | 1    | 4       | 22     |

(Daten nur teilweise erfasst)